# آنی اسپرینکل
آنی اسپرینکل (انگلیسی: Annie Sprinkle؛ زاده ۲۳ ژوئیهٔ ۱۹۵۴) بازیگر پورنوگرافی اهل ایالات متحده آمریکا است.